# Милинко Стефановић
Милинко Стефановић (Костајник код Крупња, 12. март 1947 — Београд, 5. септембар 2012) био је српски уметнички и новински фотограф, публициста, уредник, издавач и педагог.
Имао је статус Истакнутог уметника УЛУПУДС-а и звање Мајстора фотографије ФСЈ. Апсолвирао је психологију на Филозофском факултету у Београду 1976, где је и живео до краја живота.
По домаћем и међународном излагачком рејтингу и значају добијених награда Стефановић је био један од најуспешнијих уметничких фотографа свих времена на подручју земаља бивше СФРЈ. У 1980-им посебно је био познат по жанру „Life“ фотографије, а у 1990-им тематски и жанровски се посветио духовним и традиционалним мотивима.
Као уредник, издавач и педагог остварио је велики утицај на млађу генерацију професионалаца у редакцијама, издавачким кућама и уметничким групама, пре свега због свог културолошког приступа који је спајао традицијско са модерним и будућим.

## Фотографска каријера
Фотографијом се бавио од 1965/66. у фото-клубу „Вук Караџић“, Лозница, а од 1973. у фото-клубу „Студентски град“, Нови Београд. Био је почасни члан оба фото-клуба.
Звања наставника и инструктора фотографије стекао је 1976/77. године, кандидат-мајстора фотографије ФСЈ 1986, а мајстора фотографије Фото савеза Југославије (ФСЈ) 1989. Био је један од два носиоца специјализантске дипломе професора Бранибора Дебељковића за старе технике фотографије.
Био је слободни уметник фотографије 1977-1984. године, а поново од 2002. године. Радио је 1977-83. скоро искључиво монографије градова и региона и туристичко-пропагандну фотографију. После 1983. године бавио се новинско-репортажном фотографијом.
Био је председник Фото-кино савеза Србије 1982-83. и председник Фото-савеза Југославије 1992. до 2012. Био је уредник фотографије у листовима: „Нова задруга“ (1984-85), „Рад“ (1985-90), „Дуга“ (1990-94), „Светигора“ (1992-2002) и др. Повремени ратни извештач 1991-95. и члан секције ратних репортера у Удружењу новинара Србије.
Био је члан Удружења ликовних уметника примењених уметности и дизајнера Србије, Српског фотографског друштва (иницијатор и оснивач) и фото клуба КУД-а „Вук Караџић“, Лозница.
Од 1993. до 2005. године био је непосредни селектор, организатор и промотер 34 савезне и 6 републичких изложби фотографије. Био је организатор наступа националних колекција на 7 бијенала FIAP-а, где је освојено 15 медаља и диплома, као и преко 150 ауторских наступа на међународним салонима фотографије

## Културно-издавачки рад
Стефановић је био оснивач и директор куће „Биљег - Балканско и словенско издаваштво“ (1992), где је водио и ауторску радионицу и „Архив Биљег“. Ова издавачка кућа заслужна је за ревитализацију српске етно-музике у првој половини деведесетих, преко дебитантских албума Светлане Стевић, Дарка Мацуре и групе „Моба“, као и многобројних концерата.
Поред изворне музике, „Биљег“ је у 1990-им остварио бројне пројекте промовисања српског стрипа у иностранству (Грчка, Словенија, Велика Британија итд), као и више подухвата везаних за археологију у сарадњи са Свесловенским савезом и Српским археолошким друштвом.
На 1. међубалканском фестивалу културе у Солуну 1995, који је био и оснивачки скуп Балканске културне мреже, „Биљег“ је организовао представљање српске културе преко симпозијума, концерата и изложби. Од 1997. пројекти „Биљега“ су преточени и у мрежу дигиталних библиотека „Пројекат Растко“, где је Стефановић био члан Савета, уредник библиотеке фотографије и плодни сарадник.
Писао је репортаже, есеје, беседе и текстове за каталоге изложби, како колективних, тако и самосталних.
Друга интересовања су му била историја, етногенеза, антропологија и етнопсихологија.

## Особине опуса
У раду је примењивао све фотографске технике, од најстаријих до дигиталних. Теме његових фотографија су биле живот, пејзаж, духовно наслеђе, студијска фотографија. Свој приступ је дефинисао као „Знак мојег простора“.
По речима Зорана Богавца „Милинко Стефановић, испитујући својим радом смисао фотографије, а плаћајући својим животом, ронио је до дна метафизике фотографије и отада верује како време не постоји, постоји само простор, и знаци нашег живљења у њему и то да: били смо пре него што смо били, бићемо и пошто нас не буде“.

## Изложбе и музејске збирке
Излагао је на преко 500 групних изложби од којих је најважније: Изложба столећа „Човек протагониста 20. века - фотограф, сведок свог времена“ (Шпанија, 2000) и „2000 година хришћанства“ („Фото форум интернационал“, Франкфурт у сарадњи са 22 музеја и галерија света, 2001).
Имао је 50 самосталних изложби, од којих су важније:
- 1987. Београд, Салон фотографије - „Иста прича“ (црно-беле фотографије);
- 1993. Београд, галерија Сингидунум - „Године деведесете“ (кат. Зоран Богавац);
- 1995. Солун, Први међубалкански фестивал културе & центар Каламарија — „Музички живот Срба“
- 1998. Краљево, конак владике Николаја Велимировића (Народни музеј у Краљеву) - „Светосавска стаза бр. 1“ (укупно је изведено 9 различитих изложби на ту тему);
- 1998. Београд, Сајам књига - „Хиландар“ (колор фотографије на платну) - сада стална поставка у Хиландарској кући у Београду;
- 2000. Београд, галерија Дома културе Студентски град - „Вечна светлост” (потом је изведено још 5 различитих поставки у музејима и галеријама).
- 2001. Чикаго, галерија манастира Нова Грачаница — „Света гора - Светигора“
- 2008-2011. „Kosovo și Metohia în lacrimi“ („Косово и Метохија у сузама“) – путујућа изложба по Румунији и Молдавији. Организација: Румунска православна црква и „Предања“. Градови: Јаши, Констанца, Сучеава, Букурешт, Сибиу, Брашов, Клуж-Напока...

Његови радови се налазе у: Музеју примењене уметности, Београд; Музеју Српске православне цркве у Патријаршији, Београд; и бројним музејима у земљи; у музеју „Акведукт“, Барселона (Шпанија); у патријаршијама: Српској, Руској, Јерусалимској, Бугарској, Александријској, у српским митрополијама, многобројним манастирима и црквама, као и у приватним збиркама у земљи и иностранству.

## Награде и признања
Друштвена и еснафска признања:
- Бронзана плакета „Борис Кидрич“ 1976. године.
- Први аутор Србије на ранг–листама излагача: 1977, 1978, 1979, 1994. и 1995. године.
- Награда за животно дело Фото-савеза Југославије (1992)
- Годишња награда Удружења ликовних и примењених уметника Србије (1988, 1992, 1994, 2000, 2001).
- Почасни носилац међунар. звања „Hon. Златно око”, Нови Сад 1988.
- Златна плакета Скупштине града Београда 1988. године.
- Најуспешнији аутор у СРЈ на листи ФСЈ 1994. и 1995. године.
- , Москва, 2003.
- Статус Истакнути уметник Удружења ликовних уметника примењених уметности и дизајнера Србије 2003. године.
- Златна плакета општине Крупањ 2005. године.
- Награда за животно дело Удружења ликовних и примењених уметника Србије, 2008.
- Награда за животно дело у области уметничке фотографије Национална ревија „Србија“, 2009.

Фотографије су му награђене више од 380 пута на изложбама у земљи и свету. Важније награде су:
- Златна медаља, Сарагоса 1977, Шпанија;
- освајач Купа југословенске фотографије 1979. године
- , Октобарски салон Београд, 1988;
- Златно Око, Нови Сад, 1988;
- „Златни сунцокрет“, ЖИСЕЛ, Омољица, 1990. и 2000.
- „Новинска фотографија године“, ТАНЈУГ, 1993.
- Златна медаља - Педесета међународна изложба фотографије, Буенос Ајрес, Аргентина 1995;
- „Златна боровница“, ЕКОФЕСТ, Копаоник, 1998.
- Златна медаља Каталонске фотографске федерације на изложби „Човек протагониста XX века“, Барселона, Шпанија 2000;
- Сребрна медаља за колекцију Акведукт - VI бијенале међународне фотографије („Човек, протагониста XX века – фотограф, сведок свог времена“), Барселона, Шпанија 2000 (најпрестижнија награда);
- Прве награде 2000. и 2001.
- „Златни печат“, Сајам графике, Београд, 2001. и „Сребрни печат“, Сајам графике, Београд, 2001. и 2002.
- увршћен међу 70 фотографа од открића фотографије до 2000. године на изложби „2000 година хришћанства“, организатор Фото форум интернационал, Франкфурт, у сарадњи са 22 музеја и галерије света, 9. јун 2001.;
- Сребрна медаља – Акведукт - IX бијенале интернационалне фотографије (Cami Del Pixel), Барселона, Шпанија 2006.